# Kostel svatých apoštolů Petra a Pavla (Paniovy)
Kostel svatých apoštolů Petra a Pavla (polsky: Kościół Świętych Apostołów Piotra i Pawła) je historický římskokatolický dřevěný kostel v obci Paniowy, městská gmina Mikołów, okres Mikołów, Slezské vojvodství a náleží do děkanátu Mikołów, arcidiecéze katovické, je farním kostelem farnosti svatých apoštolů Petra a Pavla v Mikołówě.
Dřevěný kostel je v seznamu kulturních památek Polska pod číslem 711/66 z 31. března 1966 a je součástí Stezky dřevěné architektury v Slezském vojvodství.

## Historie
První písemné zmínky o existenci církevní stavby pocházejí z roku 1325. Kostel byl zničen v roce 1473 v období nájezdů rybnického knížete Václava na panství těšínského knížete Přemysla. V roce 1475 vznikla samostatná farnost v Paniowě. V roce 1506 byl kostel znovu obnoven. V období 1570–1640 byl kostel v rukou protestantů. V polovině 18. století byl kostel natolik poškozen, že byla nutnost jej rozebrat. Nový kostel byl postaven v roce 1757 na původním místě. Jeho výstavba byla provedena z peněz donátorky Katarzyny Rozyny Bujakowské. V letech 1830–35 byla provedena podezdívka nejprve věže a pak celého kostela. V roce 1925 se kostel stává farním kostelem. V roce 2000 byla střecha kostela pokrytá šindelem.

## Architektura
Jednolodní orientovaná dřevěná stavba roubené konstrukce bedněna deskami. Sedlová střecha je krytá šindelem. Sanktusník je ukončen cibulovou bání s lucernou. V ose západního průčelí je přisazena čtyřboká dřevěná věž štenýřové konstrukce zakončena barokní cibulovou bání s osmibokou lucernou, krytá šindelem. Ve věži se nachází původní zvon ze starého kostela z roku 1509. K lodi z jihu a k věži jsou přisazeny předsíně. Kněžiště je trojboké, k němu se z jižní strany přimyká kaple, která má barokní cibulovou báň. Na severní straně je sakristie. Kolem kostela jsou soboty.

## Interiér
Hlavní oltář z počátku 17. století s obrazem Matky Boží s dítětem, obrazem sv. Augustína a po stranách oltáře jsou sochy sv. Petra a Pavla. Na stropě kněžiště je namalován výjev Nanebevznesení Panny Marie. Na evangelijní straně je boční oltář z přelomu 17. a 18. století s obrazem Svaté Rodiny a sv. Jana Nepomuckého. Na epištolní straně je boční oltář z konce 16. století s obrazem Panny Marie Čenstochovské a obraz sv. Františka. V boční kapli je oltář s obrazem sv. Trojice a oltářní mensa v podobě sarkofágu. Hudební kruchta s varhany je podepřena čtyřmi dřevěnými sloupy. V kostele se nachází barokní ambona, kamenná křtitelnice pravděpodobně z 16. století.

### Varhany
Do nového kostela byly přeneseny původní varhany. V roce 1894 byly vyměněny za nové firmou H. Dőrschlag & Sohn Orgelbau - Austaltt Rybnik O.S. Varhany mají 564 píšťal. Nejmenší měří 3 cm, největší 5 m. Část píšťal pochází ze starých varhan. V roce 2002 byly varhany rekonstruovány a opraveny.

## Okolí
V blízkosti kostela stojí dřevěná zvonice, která byla postavena v roce 2000. Je v ní zavěšen zvon Benedikt. Kostel stojí uprostřed hřbitova, který byl zvětšen v roce 1868. Na hřbitově je umístěn pomník, zasvěcený obyvatelům vesnice – slezským povstalcům, kteří padli v letech 1919–1921 a kteří zahynuli v německých koncentračních táborech v době druhé světové války.

## Galerie

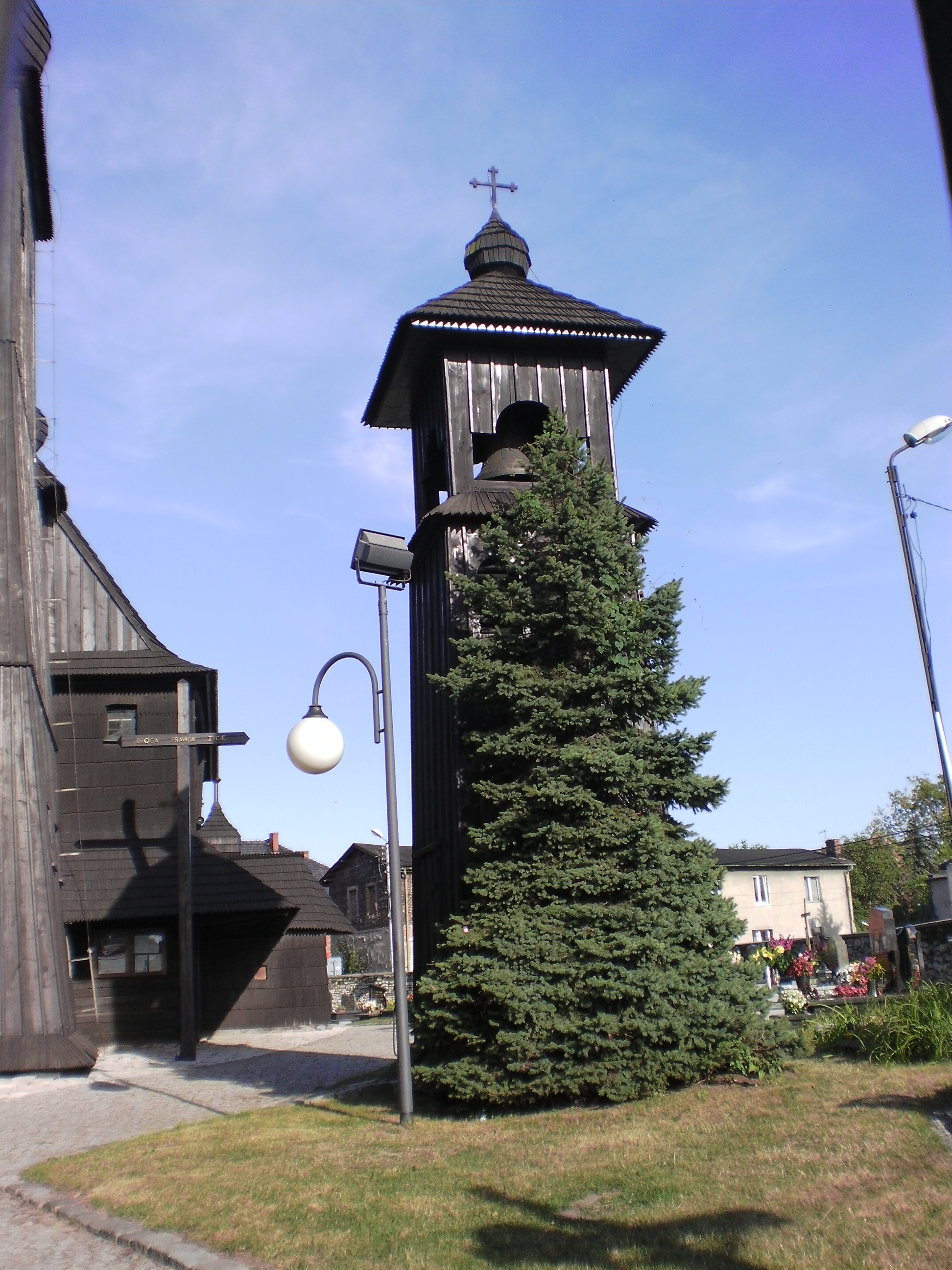
Zvonice z roku 2000
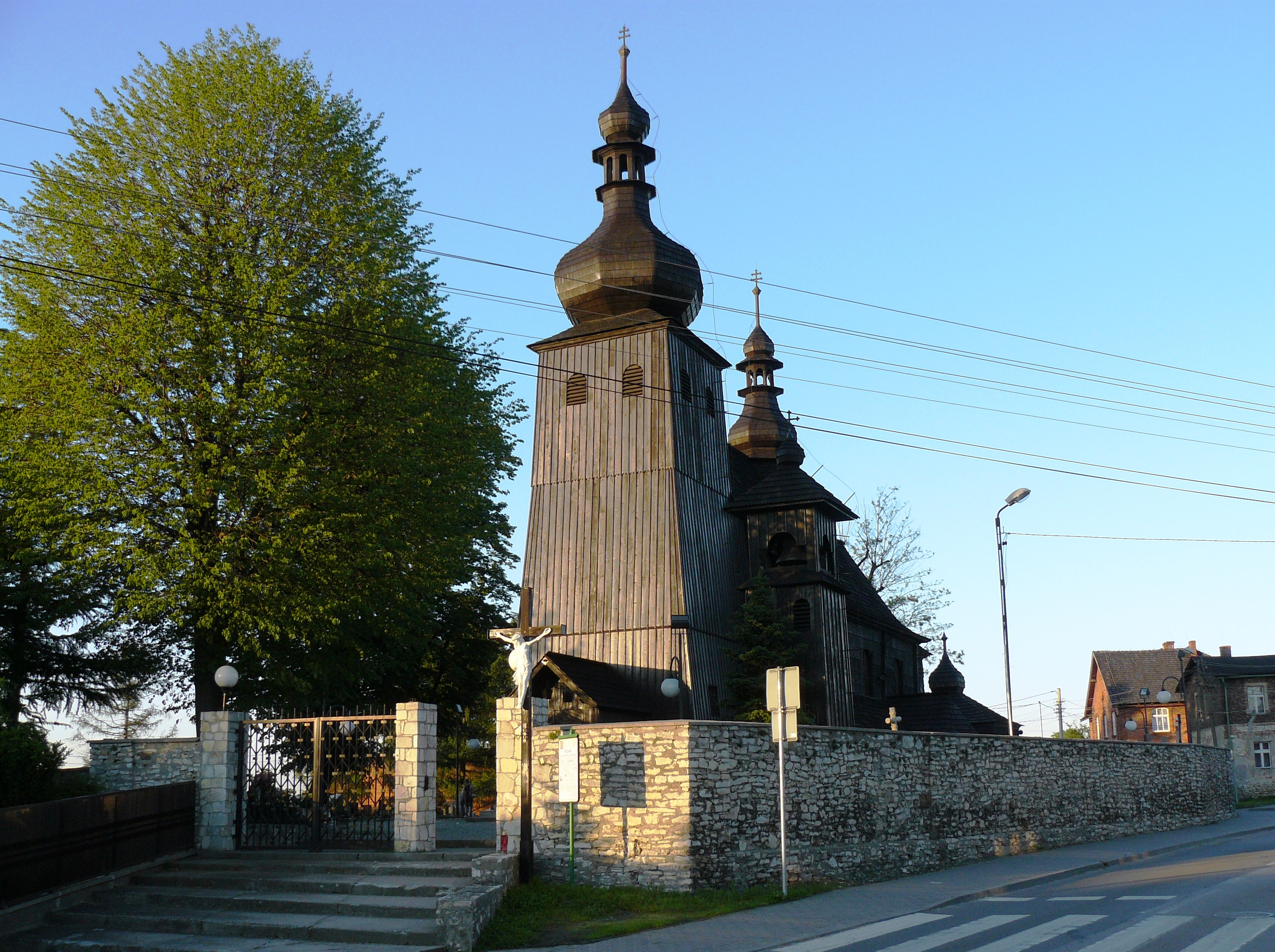
Kostel
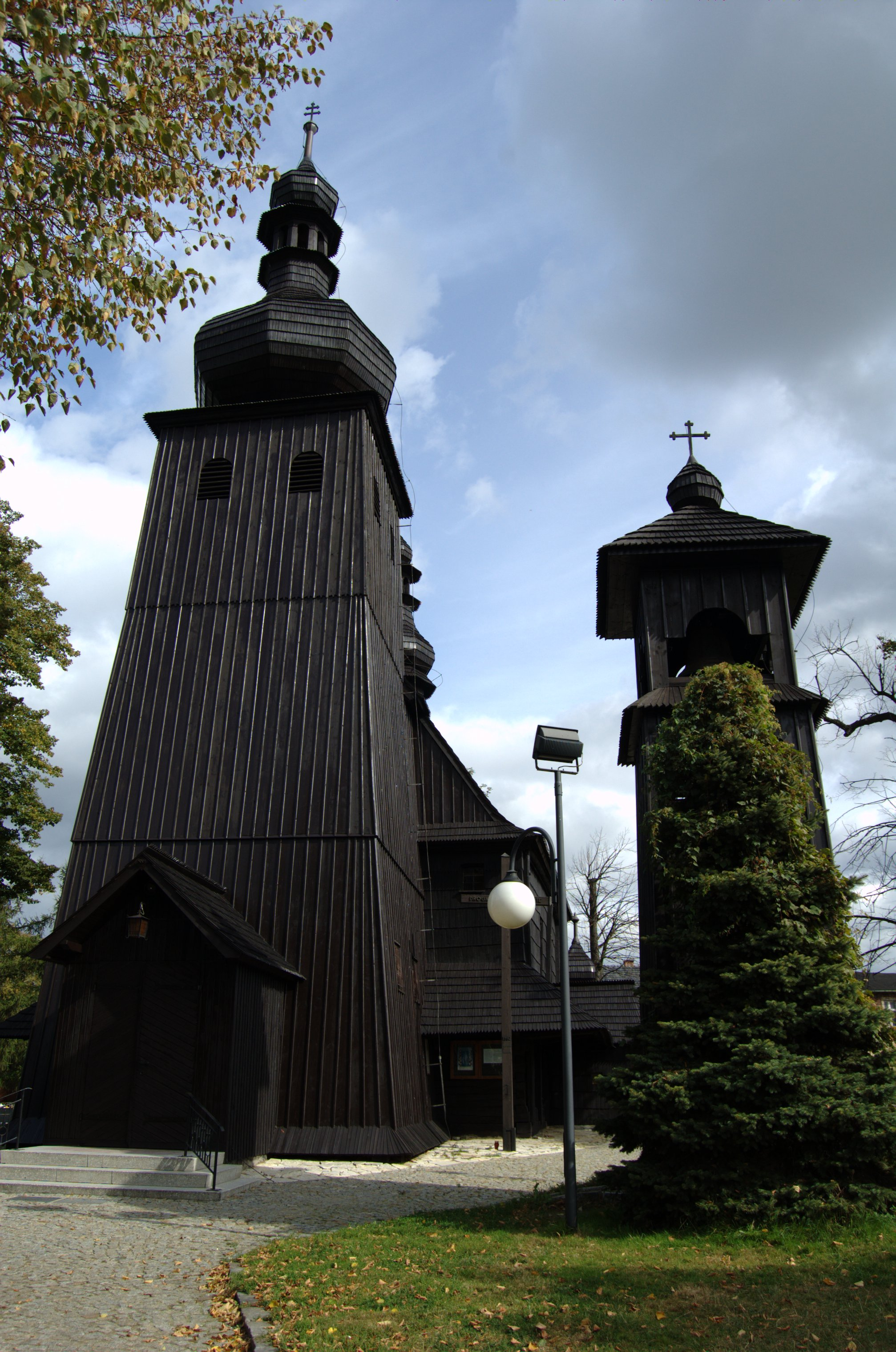
Kostel se samostatnou věží